# Temporada 2016 del fútbol venezolano
La Temporada 2016 del Fútbol Venezolano abarca todas las actividades relativas a campeonatos de fútbol profesional, nacionales e internacionales, disputados por clubes venezolanos, y por las selecciones nacionales de este país, en sus diversas categorías, durante el 2016.
| Categoría          | Campeonato             | Campeón                |
| ------------------ | ---------------------- | ---------------------- |
| Primera            | Apertura 2016          | Zamora FC              |
| Primera            | Clausura 2016          | Zulia FC               |
| Primera            | Campeón absoluto       | Zamora FC              |
| Segunda            | Torneo Apertura 2016   | Atlético El Vigía      |
| Segunda            | Torneo Clausura 2016   | Atlético El Vigía      |
| Segunda            | Cuadrangulares finales | Metropolitanos FC      |
| Tercera            | Torneo Apertura 2016   | Atlético Los Andes     |
| Tercera            | Torneo Clausura 2016   | Atlético Los Andes     |
| Tercera            | Cuadrangulares finales | Yaracuy FC             |
| Copa Venezuela     | Copa Venezuela 2016    | Zulia FC               |
| Superliga Femenino | Futbol Femenino 2016   | Estudiantes de Guárico |

## Torneos locales

### Primera
| 2.º título                                                           |
| Zamora F.C. Campeón Apertura 2016 Clasifica a Copa Libertadores 2017 |

| 1.º título                                                          |
| Zulia F.C. Campeón Clausura 2016 Clasifica a Copa Libertadores 2017 |

| 3.º título                                                   |
| Zamora F.C. Campeón de la Primera División de Venezuela 2016 |

### Segunda
| 1.º título                              |
| Atlético El Vigía Campeón Apertura 2016 |

| 1.º título                              |
| Atlético El Vigía Campeón Clausura 2016 |

| 1.º título                                                                                               |
| Metropolitanos F.C. Campeón del Torneo de Ascenso 2016 Clasifica a la Primera División de Venezuela 2017 |

### Tercera
| 1.º título Atlético Los Andes Campeón Apertura 2016 |

| 1.º título Atlético Los Andes Campeón Clausura 2016 |

| 1.º título Yaracuy F.C. Campeón de los Cuadrangulares finales Clasifica a la Segunda División de Venezuela 2017 |